# Peer-Feedback
Das Peer-Feedback ist eine Methode zur Stützung des selbstständigen Lernens und des Umgangs mit eigenen und fremden Texten, bei der ein Student einem Mitstudenten ein Feedback gibt.
Ein Peer-Feedback beinhaltet Korrekturen, Meinungen, Vorschläge und Ideen des Feedback-Partners. Folglich handelt es sich um einen Zwei-Richtungs-Prozess, bei dem einer mit dem anderen zusammenarbeitet. Diese Art der Rückmeldung soll eine gezielte und schnelle Rückmeldung in verschiedenen Arbeitsphasen ermöglichen. Die Verantwortung für den Text verbleibt jedoch immer bei den Verfassern, da die Feedback-Geber nur ihren Leseeindruck wiedergeben.

## Vorteile
Das Peer-Feedback bringt Abwechslung zur traditionellen Lehrerrückmeldung. In Peer-Feedback-Sessionen müssen Studenten nicht einfach dem Lehrer zuhören, sondern können mit anderen Studenten (Peers) Erfahrung sammeln. In diesem Fall wird die Angst der Studenten gesenkt, und die Lernmotivation kann gesteigert werden. Des Weiteren ist das Teilen von Meinungen mit Mitstudenten hilfreich, um Vertrauen zu schaffen, denn das klare Ausdrücken erfordert Vertrauen und genügend Wissen.

## Nachteile
Peer-Feedback wird teilweise der Vorwurf gemacht, dass nur die Schreibenden davon profitieren würden. Cho/MacArthur (2011) wiesen nach, dass auch diejenigen, die Feedback geben, unmittelbar für ihr eigenes Schreiben profitieren. Gemäß der Studie haben sie schon unmittelbar nach Abschluss der Feedback-Runde qualitativ bessere Texte geschrieben.
Gemäß der Studie von Connor/Asenavage (1994) hat das traditionelle Lehrerfeedback mehr Einfluss auf die Schreibarbeit von Schülern. Nur fünf Prozent der Peer-Feedbacks beeinflussen die Schreibarbeit tatsächlich. Studenten respektieren ein Lehrerfeedback eher als die Rückmeldung eines Kollegen. Sie halten das Peer-Feedback für selbstverständlich und machen keine darauf basierenden Korrekturen. Folglich liegt es an der strikten Kontrolle der Lehrkraft, wie die Peer-Feedbacks ausgeführt werden. Ein weiterer Nachteil ist auch, dass Peers unter Umständen zu wenig Fachwissen besitzen, um eine Arbeit in genügendem Ausmaß beurteilen zu können.

## Kulturelle Unterschiede
Die Sicht der Studenten auf das Peer-Feedback variiert je nach kulturellem Hintergrund, weshalb die Wirksamkeit in verschiedenen Situationen unterschiedlich ist. Chinesische Studenten, die Englisch lernen, mögen eher Peer-Feedback als Menschen aus westlichen Ländern, weil die chinesische Kultur ermutigt zusammenzuarbeiten und Harmonie in einer Gruppe aufrechtzuerhalten. Im Gegensatz dazu ermutigen westliche Länder eher zum individuellen Lernen. Darum wird angenommen, dass Peer-Feedback in der chinesischsprachigen Umgebung nützlicher sein könnte als in der westlichen Welt.